# Sibford Ferris
Sibford Ferris – wieś w Anglii, w hrabstwie Oxfordshire, w dystrykcie Cherwell. Leży 35 km na północny zachód od Oksfordu i 110 km na północny zachód od Londynu. W 2001 miejscowość liczyła 428 mieszkańców.